# Jakob Schmidter
Jakob Schmidter (* 15. Februar 1778 in Aarburg, Kanton Aargau; † 4. April 1839 ebenda) war ein Schweizer Arzt und Politiker.

## Leben und Werk
Schmidter studierte Medizin an den Universitäten Bern, Zürich und Jena und eröffnete 1800 eine Arztpraxis in Aarburg. Bald darauf ernannte ihn die Regierung des Kantons Aargau zum Sanitätsrat und Bezirksarzt. Schmidter wurde zusammen mit seinem Studienfreund Johann Heinrich Schmuziger (1776–1830) mit der Neuordnung und Überwachung des Sanitätswesens betraut.
Zudem wurde Schmidter Mitglied der medizinischen Prüfungskommission und 1811 Stadtammann von Aarburg. Als solcher setzte sich Schmidter persönlich dafür ein, dass die ständigen Einquartierungen und Requisitionen, die während der Revolutionsjahre der Helvetischen Republik in der Munizipalität stattfanden, endgültig aufhörten und so die Bevölkerung von der ungerechten und untragbaren gewordenen Last befreiten. Als dieses Unterfangen scheiterte, wurden den Truppen die Anweisung von Privatquartieren kurzerhand verweigert.
Schmidter wurde in der Folge vom Regierungsrat als Vorsitzender und Mitglied des Stadtrates abgesetzt sowie als Sanitätsrat und Bezirksarzt abberufen. Da sich Schmidter und die Bevölkerung gegen diesen Entscheid wehrten, wurde am 5. Oktober 1813 unter dem Oberkommando von Oberst Johann Nepomuk von Schmiel Aarburg besetzt. Der Bezirksammann liess einen neuen Stadtammann durch die eingeschüchterte Bevölkerung wählen. Die Wahl fiel auf Albrecht Bohnenblust, der das Amt nach nur sechs Monaten abgab, worauf Schmidter wiedereingesetzt wurde.
Zudem erhielt Schmidter vom Regierungsrat seine vorhergehenden Ämter wieder zurück. Schmidter gehörte von 1815 bis 1818 dem Grossen Rat und von 1831 bis 1832 dem Verfassungsrat an. Im Juli 1837 trat Schmidter von seinen Ämtern zurück und wurde für seine Verdienste von der Kantonsregierung mit der goldenen Verdienstmedaille ausgezeichnet.